# Look Who's Laughing Now
Look Who's Laughing Now è un singolo di Benjamin Ingrosso, pubblicato il 14 giugno 2024 come estratto dall'album Pink Velvet Theatre.

## Video musicale
Il video è stato pubblicato in concomitanza con l'uscita del singolo, diretto da Marcus Lackmann e Dennis Bröchner.

## Tracce
1. Look Who's Laughing Now – 2:54

## Classifiche

### Classifiche settimanali
| Classifica (2024) | Posizione massima |
| ----------------- | ----------------- |
| Islanda           | 38                |
| Norvegia          | 27                |
| Svezia            | 1                 |

### Classifiche di fine anno
| Classifica (2024) | Posizione |
| ----------------- | --------- |
| Svezia            | 28        |